# 正則測度
数学の分野における、ある位相空間上の正則測度（せいそくそくど、英: regular measure）とは、その空間内のすべての可測集合について「近似的に開」（approximately open）かつ「近似的に閉」（approximately closed）であるような測度のことを言う。

## 定義
(X, T) を位相空間とし、Σ を、位相 T を含む X 上のσ-代数とする（したがって、すべての開集合と閉集合は可測集合であり、Σ は少なくとも X 上のボレルσ-代数と同じくらい良質なものである）。μ を (X, Σ) 上の測度とする。X の可測部分集合 A が μ-正則であるとは、
{\displaystyle \mu (A)=\sup\{\mu (F)|F\subseteq A,F{\mbox{ closed}}\}}
および
{\displaystyle \mu (A)=\inf\{\mu (G)|G\supseteq A,G{\mbox{ open}}\}}
が成り立つことを言う。あるいは、A が μ-正則集合であるための必要十分条件は、すべての δ > 0 に対して、
{\displaystyle F\subseteq A\subseteq G}
および
{\displaystyle \mu (G\setminus F)<\delta }
を満たすような閉集合 F と開集合 G が存在することを言う。
これら二つの定義は、{\displaystyle \mu (A)} が有限である場合には同値となる（そうでない場合には、二つ目の定義の方が強くなる）。すべての可測集合が正則であるとき、μ は正則測度と呼ばれる。
人によっては、集合 F が（閉であるだけでなく）コンパクトであることも必要とする。

## 例
- 実数直線上のルベーグ測度は正則測度である：ルベーグ測度の正則性定理を見られたい。
- 任意の距離空間上の任意のボレル確率測度は、正則測度である。
- （すべての可測部分集合に対してゼロの値を取るような）自明測度は、正則測度である。
- 通常位相を備える実数直線上の、正則測度でない測度 μ の自明な例には、以下のようなものがある。
  - {\displaystyle \mu (\emptyset )=0},
  - {\displaystyle \mu \left(\{1\}\right)=0\,\,}, and
  - {\displaystyle \mu (A)=\infty \,\,} for any other set {\displaystyle A}.